# Овчеполска народоосвободителна бригада
Овчеполската народоосвободителна бригада е комунистическа партизанска единица във Вардарска Македония, участвала в така наречената Народоосвободителна войска на Македония.
Създадена е в началото на октомври 1944 година от бойци от района на Свети Никола. Първоначалното име, което е избрано за бригадата е Овчеполско-кратовска бригада с идеята бригадата да води бойни действия в Източна Македония. Създадена по инициатива на местни партизани по препоръка на Светозар Вукманович. Състои се от два-три батальона и военен щаб. В нея влизат младежи доброволци и войници върнати от българската армия. Бригадата е въоръжена с ново руско оръжие и води сражения с немските сили за освобождаването на Свети Никола. През ноември част от бойците на бригадата са вкарани към петнадесета македонска ударна бригада, а други към Кумановската дивизия на НОВЮ.